# Radio
Radio, u starijoj literaturi krugoval, bežično je primanje i prijenos komunikacijskih signala  elektromagnetskim valovima čije su  frekvencije niže od frekvencije vidljive svjetlosti. Radiovalovi putuju kroz homogen prostor (zrak ili vakuum) pravocrtno, u svim pravcima. Ako postoje diskontinuiteti, kao što je ionosfera u Zemljinoj atmosferi, dolazi do odbijanja, a isto takvo odbijanje se događa i od površine Zemlje. Kada se radiovalovi usmjere prema komunikacijskom satelitu, oni se tu hvataju, pojačavaju i odašilju natrag prema Zemlji.
Informacija se prenosi sustavnim mijenjanjem neke osobine radiovalova, kao što je amplituda, frekvencija ili faza. To se mijenjanje zove modulacija. Takav električni signal se onda uvodi u rezonantni sklop koji je priključen na radio odašiljač, odakle se odašilju radiovalovi u prostor.
Kada se električni vodič nađe u elektromagnetskome polju radiovalova, ono inducira izmjeničnu struju u vodiču. To se može detektirati i transformirati u zvuk ili drugi signal koji nosi informaciju na način da se prvo uhvati što veća količina energije radiovalova u antenu prijemnika, a zatim izvrši proces obrnut od modulacije - demodulacija. Potom se dobije električni signal koji sadrži neku korisnu informaciju.

## Pronalazak
- Stvoren je 1913. pokraj New Yorka, a redovito je prenošenje počelo u SAD-u 1920.
- David E. Hughes je prvi prenio Morseov kod bežično 1878. godine. Međutim, njegov rad nije ispunio zahtjeve u vezi poznavanja prirodnog principa ili procesa koji je predmet novog fenomena.

- Između 1893. i 1894. Roberto Landell de Moura, brazilski svećenik i znanstvenik, vršio je eksperimente. Nije objavio svoje rezultate do 1900., ali je kasnije pribavio brazilske i američke patente.

- Aleksandar Stepanovič Popov je 1894. napravio prvi uređaj koji je u prijamnom sklopu sadržavao koherer. Ovaj uređaj je opisan kao detektor munja i predstavljen je Ruskom fizičkom i kemijskom društvu 7. svibnja 1895. godine.

- Nikola Tesla službeni je pronalazač radija. On je prvi razvio i objasnio način proizvodnje radio frekvencija, princip usklađenih rezonantnih sklopova u predajnoj i prijamnoj anteni te javno predstavio principe radija i prijenos signala na velike daljine. Za ovaj svoj pronalazak je 1897. godine dobio patent br. 645576 za uređaj opisan kao sustav za bežični prijenos podataka.

- Guglielmo Marconi jedan je od pionira radiotelegrafije. Ostvario je prvi prijenos radiovalova preko Atlantskog oceana i 1909. godine dobio Nobelovu nagradu za taj doprinos znanosti. Osnovao je prvu tvrtku koja se bavila komercijalnom uporabom radio prijenosa. Do 1943. godine smatran je izumiteljem radija, kada mu je Vrhovni sud oduzeo patentno pravo i dodijelio ga Nikoli Tesli.

- Reginald Fessenden i Lee De Forest pronašli su princip amplitudske modulacije, pa je tako više radio stanica moglo slati signale i istovremeno biti prisutno u eteru (za razliku od prijašnjeg običnog radija gdje je samo jedna radio stanica zauzimala cijeli raspon spektra).

- Edwin Armstrong otkrio je radio s frekvencijskim modulacijama, pa je signal postao otporniji na smetnje prouzročene električnom opremom i atmosferskim utjecajima.

## Elektromagnetski spektar
radiovalovi su oblik elektromagnetskog zračenja koje se stvara kada električki nabijen objekt (u radio prijenosu elektron) ubrza s frekvencijom koja leži u radiofrekvencijskom opsegu elektromagnetskog spektra (RF). U radiju ovo ubrzavanje izaziva izmjenična struja u anteni. radiovalovi zauzimaju raspon od nekoliko desetina herca do 300 GHz, iako komercijalno važne primjene koriste mali dio ovog spektra.
| Ekstremno niska frekvencija (ELF)  | 3 Hz - 30 Hz     |
| Super niska frekvencija (SLF)      | 30 Hz - 300 Hz   |
| Ultraniska frekvencija (ULF)       | 300 Hz - 3 kHz   |
| Vrlo niska frekvencija (VLF)       | 3 kHz - 30 kHz   |
| Niska frekvencija (LF)             | 30 kHz - 300 kHz |
| Srednja frekvencija (MF)           | 300 kHz - 3 MHz  |
| Visoka frekvencija (HF)            | 3 MHz - 30 MHz   |
| Vrlo visoka frekvencija (VHF)      | 30 MHz - 300 MHz |
| Ultravisoka frekvencija (UHF)      | 300 MHz - 3 GHz  |
| Supervisoka frekvencija (SHF)      | 3 GHz - 30 GHz   |
| Ekstremno visoka frekvencija (EHF) | 30 GHz - 300 GHz |

Ostale vrste elektromagnetskog zračenja, s frekvencijama iznad radiofrekvencijskog spektra, su mikrovalovi, infracrveno zračenje, vidljiva svjetlost, ultraljubičasto zračenje, x-zrake i gama zračenje. Budući da je energija pojedinačnog fotona u radiofrekvencijskom spektru premala da ukloni elektron iz atoma, radiovalovi se klasificiraju kao neionizirajuće zračenje.

## Vanjske poveznice
- Povijest radija u Hrvatskoj  Arhivirana inačica izvorne stranice od 21. srpnja 2011. (Wayback Machine)